# Фріц Морцік
Фрідріх-Вільгельм «Фріц» Морцік (нім. Friedrich-Wilhelm „Fritz“ Morzik; 10 грудня 1891, Пассенгайм — 17 червня 1985, Фройденштадт) — німецький льотчик і офіцер, генерал-майор люфтваффе. Кавалер Лицарського хреста Залізного хреста.

## Біографія
У 15 років вступив в унтерофіцерське училище Грайфсвальда. У квітні 1909 року перейшов в училище Трептова. 15 квітня 1911 року вступив у Прусську армію, унтерофіцер 5-го гренадерського полку в Данцигу. 1 червня 1914 року розпочав підготовку спостерігача в 2-му льотному батальйоні, продовжив її в 17-му польовому льотному дивізіоні. У лютому 1915 року розпочав підготовку пілота, після чого 15 лютого 1916 року Морцік був зарахований в 300-й льотний дивізіон «Паша», який діяв на Близькому Сході. З 24 лютого 1917 року відвідував льотні училища в Падерборні і Валансьєнні. 15 травня 1917 року зарахований в 26-ту винищувальну ескадрилью. В червні 1917 року направлений в 1-й, 10 вересня — в 2-й запасний льотний дивізіон, 17 січня 1918 року — в 5-ту, 24 квітня — в 8-му бойову ескадрилью одномісних літаків, 15 січня 1919 року — в 418-й льотний дивізіон. Вступив в повітряну поліцію Сілезії, проте 21 березня 1919 року звільнився.
У 1921 році став пілотом компанії Deutschen Aero-Lloyd в Берліні, в 1923 році — Junkers в Дессау. З 1 травня 1928 року — інструктор Німецького училища комерційної авіації в Штаакені і Брауншвейзі. Окрім цього, Морцік активно займався спортивними польотами. В 1929 році посів перше, в 1930 і 1932 роках — друге місце в змаганні «Європейський політ». В 1934 році знову взяв участь у змаганні, проте не зміг фінішувати через несправність двигуна.
1 травня 1934 року вступив у рейхсвер і був призначений командиром ескадрильї авіаційної групи «Тутов». У 1936 році призначений консультантом інспекції авіаційної безпеки та обладнання Імперського міністерства авіації, 1 травня 1936 року очолив групу інспекції. З 1 квітня 1938 року — командир 1-ї бойової групи особливого призначення і комендант авіабази Фюрстенвальде. Після передислокації групи в Бург очолив місцеву авіабазу.
З 26 серпня 1939 року — командир 1-ї бойової ескадри особливого призначення. З 1 серпня 1941 року — командир групи великотоннажних вантажних планерів Me 321. З 1 жовтня 1941 року — керівник транспортної авіації при генерал-квартирмейстері люфтваффе. На початку 1942 року організував постачання військ під час Дем'янської битви. З 15 травня 1943 року — 2-й керівник транспортної авіації. З 15 липня 1944 року — керівник авіації 1-ї парашутної армії. З 1 жовтня 1944 року — генерал для особливих доручень при командуванні 7-ї повітряної області. З 10 лютого 1945 року — генерал транспортної авіації і начальник транспортної авіації ОКЛ. 14 травня 1945 року взятий в полон американськими військами. В червні 1947 року звільнений.

## Звання
- Єфрейтор (11 серпня 1910)
- Унтерофіцер (15 квітня 1911)
- Сержант (15 жовтня 1914)
- Віцефельдфебель (24 грудня 1914)
- Заступник офіцера (12 липня 1916)
- Гауптман (1 травня 1934)
- Майор (1 червня 1935)
- Оберстлейтенант (1 жовтня 1937)
- Оберст (1 червня 1940)
- Генерал-майор (1 жовтня 1943)

## Нагороди
- Нагрудний знак пілота-спостерігача (Пруссія)
- Залізний хрест 2-го і 1-го класу
- Нагрудний знак військового пілота (Пруссія)
- Почесний кубок для переможця у повітряному бою
- Галліполійська зірка (Османська імперія)
- Нагрудний знак пілота (Османська імперія)
- Пам'ятний знак пілота (Пруссія)
- Золота стрічка спортивної преси (1929)
- Почесний хрест ветерана війни з мечами (1934)
- Нагрудний знак пілота
- Медаль «За вислугу років у Вермахті» 4-го, 3-го і 2-го класу (18 років; 2 жовтня 1936) — отримав 3 нагороди одночасно.
- Медаль «У пам'ять 1 жовтня 1938 року» із застібкою «Празький град»
- Застібка до Залізного хреста 2-го і 1-го класу
- Планка транспортної авіації в золоті
- Лицарський хрест Залізного хреста (16 квітня 1942)
- Медаль «За зимову кампанію на Сході 1941/42»

## Галерея

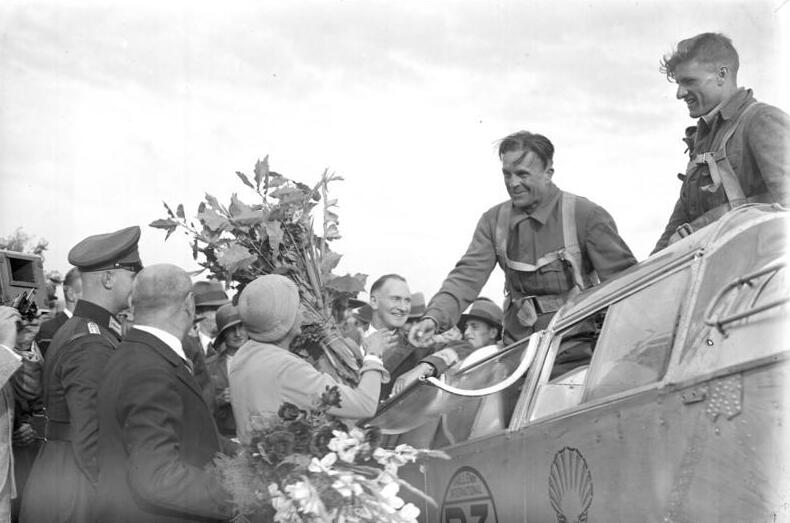
Морцік після участі в Європейському польоті (Берлін; 1930).
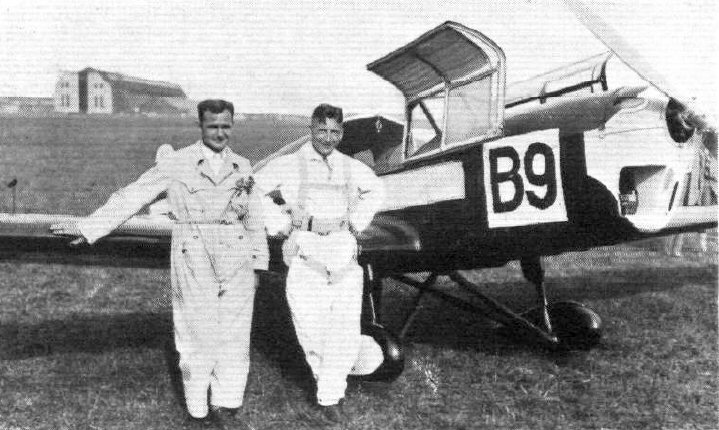
Морцік (ліворуч) і Райнгольд Посс після участі в Європейському польоті (1932).